# Organização do Estado brasileiro
A organização do Estado brasileiro é baseada em três poderes: o Legislativo, o Executivo e o Judiciário, independentes e harmônicos entre si. Além disso, a organização político-administrativa do Estado brasileiro compreende três esferas de governo: federal, representada pela União; os estados (e Distrito Federal); e os municípios. Todos são autônomos, nos termos da Constituição.
|             | Federal                   | Estadual                   | Municipal                   |
| ----------- | ------------------------- | -------------------------- | --------------------------- |
| Executivo   | Poder Executivo Federal   | Poder Executivo Estadual   | Poder Executivo Municipal   |
| Legislativo | Poder Legislativo Federal | Poder Legislativo Estadual | Poder Legislativo Municipal |
| Judiciário  | Poder Judiciário Federal  | Poder Judiciário Estadual  |                             |

A Federação está definida em cinco princípios fundamentais: soberania, cidadania, dignidade da pessoa humana, os valores sociais do trabalho e da livre iniciativa e o pluralismo político. Os ramos clássicos tripartite de governo (executivo, legislativo e judiciário no âmbito do sistema de controle e equilíbrios) são oficialmente criados pela Constituição. O executivo e o legislativo estão organizados de forma independente em todas esferas de governo, enquanto o judiciário é organizado apenas a nível federal e nas esferas estadual e do Distrito Federal.
Cada um desses Poderes tem sua atividade principal e outras secundárias. Por exemplo, ao Legislativo, cabe, principalmente, a função de produzir leis e fiscalizá-las, e administrar e julgar em segundo plano. Ao Judiciário, cabe a função de dizer o direito ao caso concreto, pacificando a sociedade, em face da resolução dos conflitos, sendo, sua função atípica, as de administrar e legislar. Ao Executivo, cabe a atividade administrativa do Estado, é dizer, a implementação de o que determina a lei, atendendo às necessidades da população, como infraestrutura, saúde, educação, cultura. Sendo sua função secundária as de legislar e julgar.

## Executivo
O Poder Executivo tem a função de governar o povo e administrar os interesses públicos, de acordo com as leis previstas na Constituição Federal. No Brasil, país que adota o sistema presidencialista, o líder do Poder Executivo é o Presidente da República, que tem o papel de chefe de Estado e de governo. O Presidente é eleito democraticamente para mandato com duração de quatro anos e possibilidade de uma reeleição consecutiva para igual período.
Ao tomar posse, o chefe do Executivo tem o dever de sustentar a integridade e a independência do Brasil, apresentar um plano de governo com programas prioritários, projeto de lei de diretrizes orçamentárias e as propostas de orçamento. Cabe, ao Poder Executivo, executar as leis elaboradas pelo Poder Legislativo, mas o Presidente da República também pode iniciar esse processo. Em caso de relevância e urgência, adota medidas provisórias e propõe emendas à Constituição, projetos de leis complementares e ordinárias e leis delegadas.
O Presidente da República também tem o direito de rejeitar ou sancionar matérias e, ainda, decretar intervenção federal nos Estados, o estado de defesa e o estado de sítio; manter relações com Estados estrangeiros e acreditar seus representantes diplomáticos; celebrar tratados, convenções e atos internacionais, sujeitos a referendo do Congresso Nacional. Compete, ao cargo, a concessão de indulto e a comutação de penas, ou seja, substituir uma pena mais grave, imposta ao réu, por outra mais branda.
Para concorrer ao cargo, o candidato ou candidata deve cumprir alguns requisitos:
- ser brasileiro nato;
- ter a idade mínima de 35 anos, completos antes do pleito;
- ter o pleno exercício de seus direitos políticos;
- ser eleitor e ter domicílio eleitoral no Brasil;
- ser filiado a uma agremiação ou partido político;
- não ter substituído o atual presidente nos seis meses antes da data marcada para a eleição.

Em caso de viagem ou impossibilidade de exercer o cargo, o primeiro na linha sucessória a ocupar o cargo de presidente é o seu vice. Em seguida, vêm o presidente da Câmara dos Deputados, o presidente do Senado Federal e o presidente do Supremo Tribunal Federal, sendo a sucessão exclusividade do vice-presidente da república.

## Legislativo
É o poder do Estado ao qual, segundo o princípio da separação dos poderes, é atribuída a função legislativa. Por poder do Estado, compreende-se um órgão ou um grupo de órgãos pertencentes ao próprio Estado porém independentes dos outros poderes.
Nos Estados modernos, o poder legislativo é formado por:
- um parlamento em nível nacional;
- parlamentos dos estados federados, nas federações;
- eventuais órgãos análogos ao parlamento, de regiões e outras entidades territoriais às quais se reconhece autonomia legislativa.

O poder executivo (representado, por exemplo, pelo Presidente da República) fica encarregado de sancionar ou vetar o projeto de lei.
No sistema de três poderes proposto por Montesquieu, o poder legislativo é representado pelos legisladores, pessoas que devem elaborar as leis que regulam o Estado. O poder legislativo na maioria das repúblicas e monarquias é constituído por um congresso, parlamento, assembleias ou câmaras.
O objetivo do poder legislativo é elaborar normas de direito de abrangência geral ou individual que são aplicadas a toda a sociedade, objetivando a satisfação dos grupos de pressão ou da administração pública em causa própria.
Em regimes ditatoriais, o poder legislativo é exercido pelo próprio ditador ou por câmara legislativa nomeada por ele.
Entre as funções elementares do poder legislativo, está a de fiscalizar o poder executivo, votar leis orçamentais e, em situações específicas, julgar determinadas pessoas, como o Presidente da República ou os próprios membros da assembleia. No Brasil, os legisladores são escolhidos por meio da eleição (votação).

## Judiciário
A estrutura do Poder Judiciário é baseada na hierarquia dos órgãos que o compõem, formando, assim, as instâncias. A primeira instância corresponde ao órgão que irá primeiramente analisar e julgar a ação apresentada ao Poder Judiciário. As demais instâncias apreciam as decisões proferidas pela instância inferior a ela, e sempre o fazem em órgãos colegiados, ou seja, por um grupo de juízes que participam do julgamento.
Devido ao princípio do duplo grau de jurisdição, as decisões proferidas em primeira instância poderão ser submetidas à apreciação da instância superior, dando oportunidade às partes conflitantes de obterem o reexame da matéria.
Às instâncias superiores, cabe, também, em decorrência de sua competência originária, apreciar determinadas ações que, em razão da matéria, lhes são apresentadas diretamente, sem que tenham sido submetidas, anteriormente, à apreciação do juízo inferior. A competência originária dos tribunais está disposta na Constituição Federal.
A organização do Poder Judiciário está fundamentada na divisão da competência entre os vários órgãos que o integram nos âmbitos estadual e federal.
À Justiça Estadual, cabe o julgamento das ações não compreendidas na competência da Justiça Federal comum ou especializada.
A Justiça Federal comum é aquela composta pelos tribunais e juízes federais. É responsável pelo julgamento de ações em que a União, as autarquias ou as empresas públicas federais forem interessadas. Já a Justiça Federal especializada é aquela composta pelas Justiças do Trabalho, Eleitoral e Militar.
No que se refere à competência da Justiça Federal especializada, tem-se que, à Justiça do Trabalho, compete conciliar e julgar os conflitos individuais e coletivos entre trabalhadores e empregadores. É formado por Varas do Trabalho, pelos Tribunais Regionais do Trabalho (composto por juízes nomeados pelo Presidente da República) e pelo Tribunal Superior do Trabalho (composto por vinte e sete ministros, nomeados pelo Presidente da República, após aprovação pelo Senado Federal).
À Justiça Eleitoral, compete, principalmente, a organização, a fiscalização e a apuração das eleições que ocorrem no país, bem como a diplomação dos eleitos. É formada pelas Juntas Eleitorais, pelos Tribunais Regionais Eleitorais, compostos por sete juízes e pelo Tribunal Superior Eleitoral, também composto por sete ministros.
E, à Justiça Militar, compete processar e julgar os crimes militares definidos em lei. É compostaː pelos juízes-auditores e seus substitutos; pelos Conselhos de Justiça, especiais ou permanentes, integrados pelos juízes-auditores; e pelo Superior Tribunal Militar, que possui quinze ministros nomeados pelo Presidente da República, após aprovação do Senado Federal do Brasil.

## Estrutura
A hierarquia dentro de cada um dos poderes obedece à seguinte ordem (decrescente) de autoridade:
Poderes Públicos > Órgãos Independentes > Órgãos Autônomos > Órgãos Superiores > Órgãos Subalternos

### Órgãos Independentes
São os órgãos de atividade política que representam a cúpula do Estado, criados pela Constituição Federal, submetem-se ao controle externo, possuem capacidade processual próprio. São eles:
- Poder Executivo: 
  - Governo Federal
  - Governos Estaduais
  - Governo do Distrito Federal
  - Prefeituras Municipais
- Poder Legislativo: 
  - Congresso Nacional (Câmara dos Deputados do Brasil e Senado Federal)
  - Assembleias Legislativas Estaduais
  - Câmara Legislativa do Distrito Federal
  - Câmaras de Vereadores
- Poder Judiciário, dividido em dois ramos, a saber:
  - Justiça Comum:
    - Supremo Tribunal Federal (4ª e última instância e tribunal constitucional),
    - Conselho Nacional de Justiça (ausência de função jurisdicional, somente funções administrativas)
    - Superior Tribunal de Justiça (3ª instância da Justiça Federal), Tribunais Regionais Federais (2ª instância da Justiça Federal), Juízes Federais  (1ª instância da Justiça Federal, titular de uma Seção Judiciária/Vara Federal, que podem ser Varas Cíveis, Varas de Execução Fiscal, Criminais e Juizados Especiais Federais)
    - Tribunais de Justiça Estaduais (2ª instância da Justiça Estadual), Juízes de Direito (que atuam nos Fóruns e Varas Estaduais, que podem ser Varas Cíveis, Varas de Execução Fiscal, Criminais e Juizados Especiais Estaduais) e os Tribunais do Júri; É comum a existência de uma Vara Única nos municípios menores. Isso significa que apenas um magistrado atende a todos os assuntos judiciários do local.

  - Justiça Especializada: 
    - Superior Tribunal Militar (3ª instância da Justiça Militar), Tribunais de Justiça Militar Estaduais (2ª instância da Justiça Militar), Auditorias Militares (1ª instância da Justiça Militar)
    - Tribunal Superior Eleitoral (3ª instância da Justiça Eleitoral), Tribunais Regionais Eleitorais (2ª instância da Justiça Eleitoral), Juízes e Juntas Eleitorais (1ª instância da Justiça Eleitoral)
    - Tribunal Superior do Trabalho (3ª instância da Justiça do Trabalho), Tribunais Regionais do Trabalho (2ª instância da Justiça do Trabalho) e Varas do Trabalho (1ª instância da Justiça do Trabalho).

  - Observações em relação ao Poder Judiciário:
    - Comarca: A comarca representa a área em que um Juiz desempenha sua jurisdição. Uma comarca pode ser constituída de uma ou mais cidades e pode ter um ou mais juízes. É uma designação territorial, não um orgão.
    - Entrância: Se uma Comarca possui uma Vara Única, como mencionado acima, a Comarca é de primeira entrância. As Comarcas que possuem mais de uma Vara, as quais são consideradas intermediárias, são de segunda entrância. Há, ainda, Comarcas de terceira entrância (ou Comarcas de entrância especial), as quais possuem mais de 4 Varas, levando em consideração os Juizados Especiais. Tais Comarcas representam um maior número de pessoas, ou seja, estão nas capitais ou cidades maiores. Vale ressaltar que não há subordinação entre as entrâncias.

### Órgãos Autônomos
São os órgãos da cúpula administrativa (de Governo), abaixo dos órgãos independentes e subordinados hierarquicamente aos seus chefes. Têm autonomia técnica, financeira e administrativa. São eles:
- Advocacia-Geral da União
- Defensoria Pública da União
- Ministérios
- Secretarias Estaduais
- Secretarias Municipais

### Órgãos Superiores
São órgãos que detêm o comando dos assuntos sob sua alçada, mas estão sempre sujeitos à subordinação a uma chefia mais alta, pois não detêm autonomia financeira nem administrativa.
São eles: os gabinetes, as secretárias-gerais, as inspetorias gerais, as procuradorias administrativas e judiciais, as coordenadorias, os departamentos (como o Departamento de Polícia Federal e as divisões administrativas).

### Órgãos Subalternos
São as escolas, portarias do governo, hospitais, órgãos que são comandados pelo governo.